# WWE United Kingdom Championship Special
Das United Kingdom Championship Special war ein Wrestling-Event des Branchenführers World Wrestling Entertainment (WWE), der exklusiv für das WWE Network aufgezeichnet wurde. Die Aufnahmen fanden vor einem Live-Publikum am 7. Mai 2017 in den Epic Studios in Norwich, Norfolk, England statt und wurde erstmals am 19. Mai 2017 ausgestrahlt.

## Hintergrund
Nach dem erfolgreichen WWE United Kingdom Championship Tournament im Januar 2017 kündigte WWE-Offizieller und Ex-Wrestler Triple H an, auch weiterhin Talente im Vereinigten Königreich zu unterstützen. Im Gespräch war sogar eine wöchentliche Show. Doch zunächst wurden Titelkämpfe um den WWE United Kingdom Championship vor allem bei WWE NXT sowie bei Veranstaltungen von Progress Wrestling ausgetragen. Nachdem bereits am 7. Mai 2017 die Aufnahmen zu einem einzelnen Event erfolgt waren, kündigte WWE über ihre Website eine Fortsetzung des Tournaments an. Um das Special weiter interessant zu gestalten, konnte Jim Ross gewonnen werden, der zusammen mit Nigel McGuinness den Event kommentierte. Es handelte sich dabei um die erste Moderationstätigkeit für die WWE seit seinem Gastkommentar bei Wrestlemania 2017 und die erste komplette Show seit seinem Rücktritt.
Wolfgang und Joseph Conners eröffneten die Veranstaltung mit einem Single-Match. Anschließend folgte ein Tag-Team-Match von 205 Live mit den Performern The Brian Kendrick und TJP gegen Rich Swann und Dan Moloney. Anschließend wurde der WWE United Kingdom Championship in den Mittelpunkt gerückt. Mit seinem Sieg über Trent Seven sicherte sich Pete Dunne einen Kampf gegen Tyler Bate bei der nächsten WWE-NXT-Großveranstaltung NXT TakeOver: Chicago. Dazwischen fanden noch drei Dark Matches statt, die das Publikum vor Ort unterhielten, aber nicht Teil der Aufnahme wurden. Anschließend folgte ein Match um den WWE United Kingdom Championship, das Tyler Bate für sich entscheiden konnte.

## Ergebnisse
| Matchart                                                                                          |                            |      |                            | Zeit  |
| ------------------------------------------------------------------------------------------------- | -------------------------- | ---- | -------------------------- | ----- |
| Singles-Match                                                                                     | Wolfgang                   | bes. | Joseph Connors             | 11:00 |
| Tag-Team-Match                                                                                    | The Brian Kendrick und TJP | bes. | Rich Swann und Dan Moloney | 11:30 |
| Singles Match um den Nummer-1-Herausforderer auf den WWE United Kingdom Championship zu bestimmen | Pete Dunne                 | bes. | Trent Seven                | 14:45 |
| Singles-Match um den WWE United Kingdom Championship                                              | Tyler Bate                 | bes. | Mark Andrews               | 24:15 |